# Sveriges historia 1809–1866
Sveriges historia 1809–1866 behandlar Sveriges historia under den konstitutionella ståndsförfattningens tid, åren 1809 till 1866. Perioden inleds med att Sverige 1809 har förlorat finska kriget och tvingas avträda östra riksdelen till Ryssland, samt att Sveriges kung Gustav IV Adolf har avsatts och det gustavianska enväldet ersatts med konstitutionell författning, 1809 års regeringsform. Den avslutas med att den gamla ståndsriksdagen avskaffas 1866 och ersätts med en tvåkammarriksdag.

## En ny författning
Trots de nya maktinnehavarnas skuld i att Sverige 1809 förlorade den finska rikshalvan, tillsammans med Åland och en del av Västerbotten, åstadkom 1809 års män en sak på författningens område: 1809 års regeringsform. Tanken var att bygga författningen på nationell historisk erfarenhet, som inte varit främmande för 1719 och 1772 års lagstiftare, men av dessa endast på ett ofullständigt sätt förverkligats. Denna tanke blev nu genomförd med större insikt och på grundvalen av en genom den gustavianska tidens olyckor vidgad erfarenhet, i det den nya författningen fullständigt byggdes upp på maktdelningsprincipen. Därtill bidrog emellertid också inflytande av Montesquieus och Sieyès idéer, som pekade åt samma håll som de inhemska erfarenheterna. Särskilt röjde det av Hans Järta författade motiverande inledningsmemorialet till regeringsformen Montesquieusk inverkan.
Den nya grundlagen uppställde starka garantier mot kungamaktens missbruk: ett konstitutionellt ansvarigt statsråd i stället för det 1789 avskaffade riksrådet, en vart femte år sammanträdande ståndsriksdag med inte bara andel i lagstiftningen och fullständig beskattningsrätt, utan också med statsregleringsrätt samt en lagfäst tryckfrihet. Men den bevarade åt en duglig och plikttrogen kung möjligheten att såsom ett aktivt statsorgan verka för rikets bästa. Den form som genom detta gavs åt Sveriges statsliv kom i huvudsak att bestå under lång tid. Naturligtvis modifierades den när tiderna förändrades, men under lång tid hade Sveriges folk möjlighet att tillgodose de uppgifter, till vilkas lösning författningen skall ge ramen, utan att det behövde förslita sina krafter på anskaffandet av en ny sådan ram. 1809 års regeringsform kom att bestå ända fram till att den ersattes av 1974 års regeringsform.

## En ny ätt på tronen och union med Norge

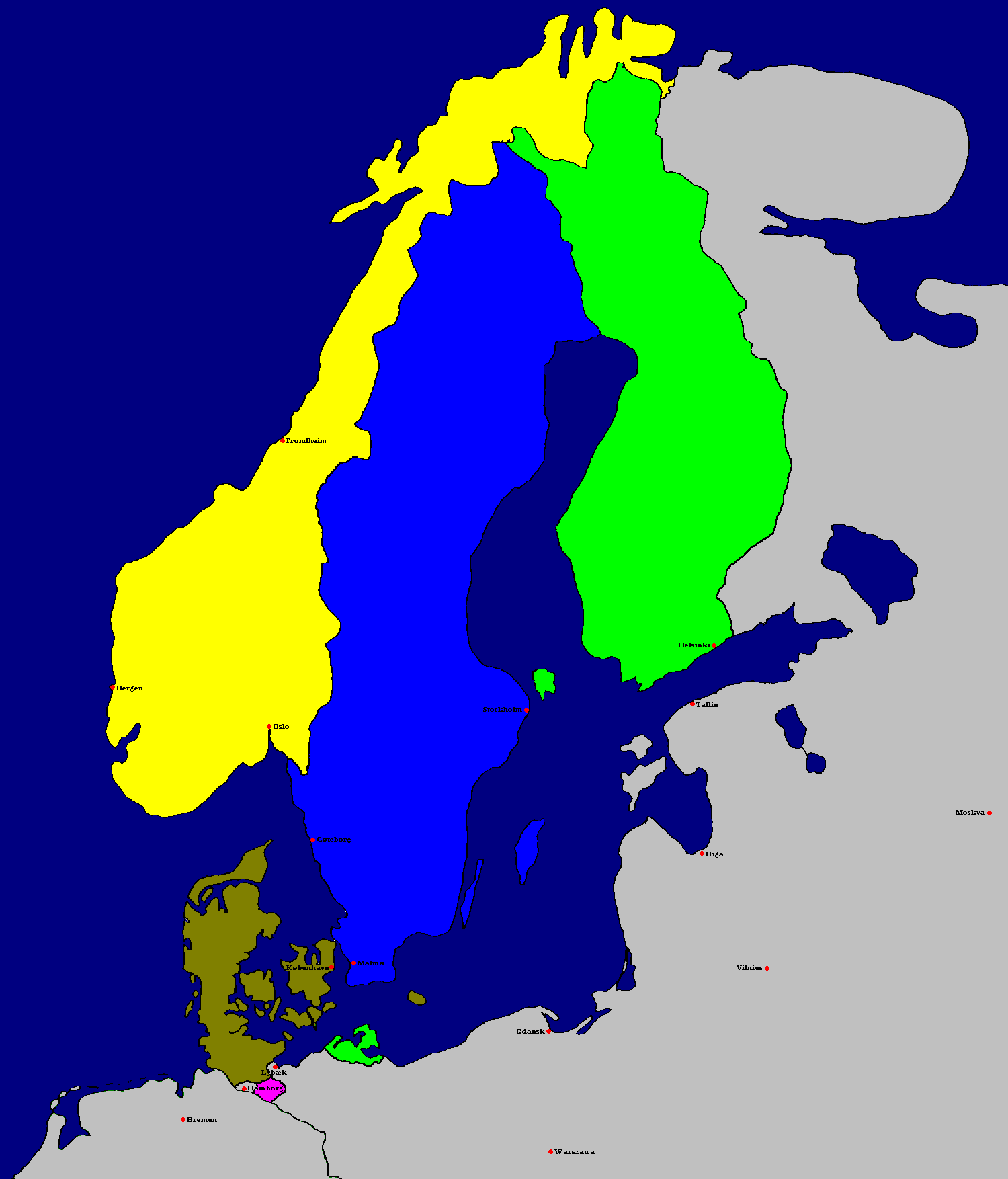
Svenska landavträdelser vid freden i Fredrikshamn och Wienkongressen (grönt).

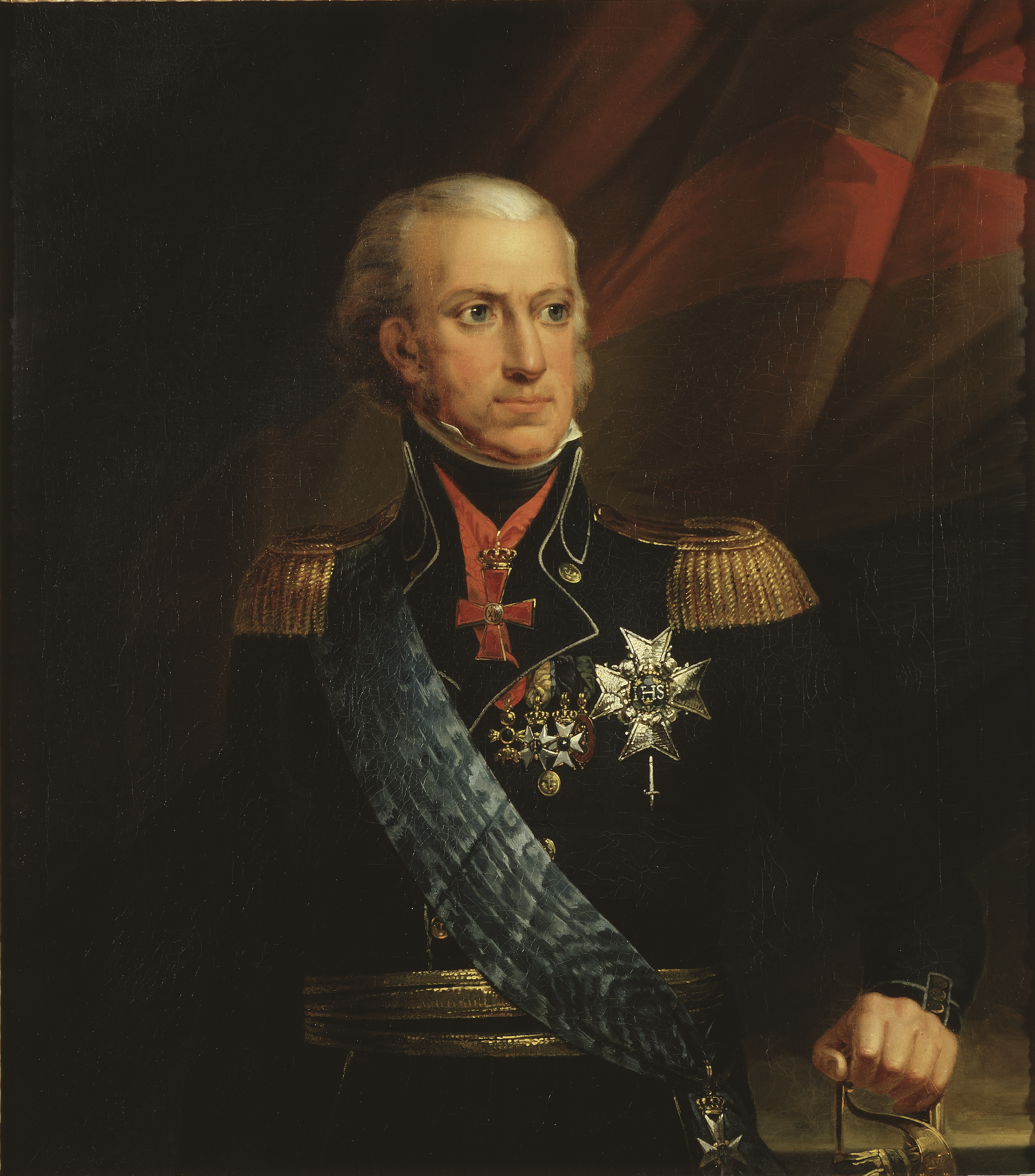
Karl XIII var Sveriges kung 1809–1818.

Det syntes emellertid till en början tvivelaktigt om Sverige skulle kunna upprättas efter de yttre olyckorna och ur det inre förfallet. Vad som framför allt saknades var en ledande personlighet. En sådan erhölls, då Karl Johan 1810 valdes till tronföljare. Genom styrkan av sin personlighet ingöt han ny kraft inom förvaltningen och väckte åter till liv nationens tro på sin framtid. I sistnämnda hänseende hade unionen med Norge 1814, den främsta frukten av hans utrikespolitik, stor betydelse. Av föreningen mellan den skandinaviska halvöns brödrafolk väntade man för dem båda trygghet och styrka, och detta kändes som en ersättning för vad som gått förlorat för Sverige genom avskiljandet av den finska riksdelen. Med tiden skulle dock de förhoppningar som knöts vid detta Karl Johans verk visa sig bedrägliga, men det beredde dock onekligen båda folken fördelar under de 90 år den bestod.
Verkningarna av den nationella pånyttfödelsen visade sig inte minst på den materiella och andliga kulturens områden. Göta kanal, ett jätteverk för sin tid, byggdes klar. Genom 1834 års myntrealisation gjordes slut på den nya förvirring i penningväsendet, som den Napoleonska tidens krig vållat. Förberedd genom den gustavianska vitterheten, om också delvis i opposition med denna, inbröt den svenska skaldekonstens guldålder. En vetenskaplig produktion framträdde som kunde tävla med frihetstidens och åtminstone på det humanistiska området överträffade den, och genom 1842 års folkskolestadga lades grunden till det svenska folkskoleväsendets utveckling.
Den tid då Karl XIV Johan som kung (1818–1844) ledde Sveriges öden, karakteriserades i Europa av motsatsförhållandena mellan frihetssträvanden och den politiska reaktionen, som bland annat tog sig uttryck i Heliga alliansen. Sverige undgick sådana brytningar som på många håll framkallades av detta. Även här stod dock ett liberalt och ett konservativt parti mot varandra. Tvisten mellan dem gällde likväl inte frågan om Sverige skulle vara ett land med konstitutionell frihet. Detta var fastslaget genom 1809 års regeringsform och respekterades även av kungen och de konservativa. Vad den liberala oppositionen bekämpade var byråkratiska missbruk, som trots allt funnits kvar från frihetstiden, liksom indragningsmakten. Vidare var de kritiska mot att kungen vid regeringens förande lämnade mindre rum åt den konstitutionella rådkammaren än som syntes överensstämma med författningens anda, det så kallade "allenastyrandet", och slutligen att maktfördelningen i 1809 års regeringsform tillämpades på ett sätt som onekligen ibland hindrade fruktbärande samverkan mellan kung och riksdag. Det sistnämnda ville det liberala partiet bota genom författningens utveckling efter parlamentariska riktlinjer, men mot detta reste kungen, understödd av de konservativa, ett bestämt motstånd.
Innerst berodde motsatsen mellan de båda partierna på det liberala partiets individualism, som ivrigt bekämpades av de konservativa, och av detta fick den viktigaste tvistefrågan, den om ståndsförfattningens upphävande, sin karaktär. Vid 1840 års riksdag verkade det som om den liberala oppositionen skulle få övertaget. Karl XIV Johan godtog då den så kallade departementalstyrelsen, fastän han i detta befarade ett steg i parlamentarisk riktning, men hindrade dock oppositionen att bli herre över regeringsmakten, och ett radikalt representationsförslag, som den lyckats få vilande, föll vid nästa riksdag 1844.

## Reformer och skandinavism

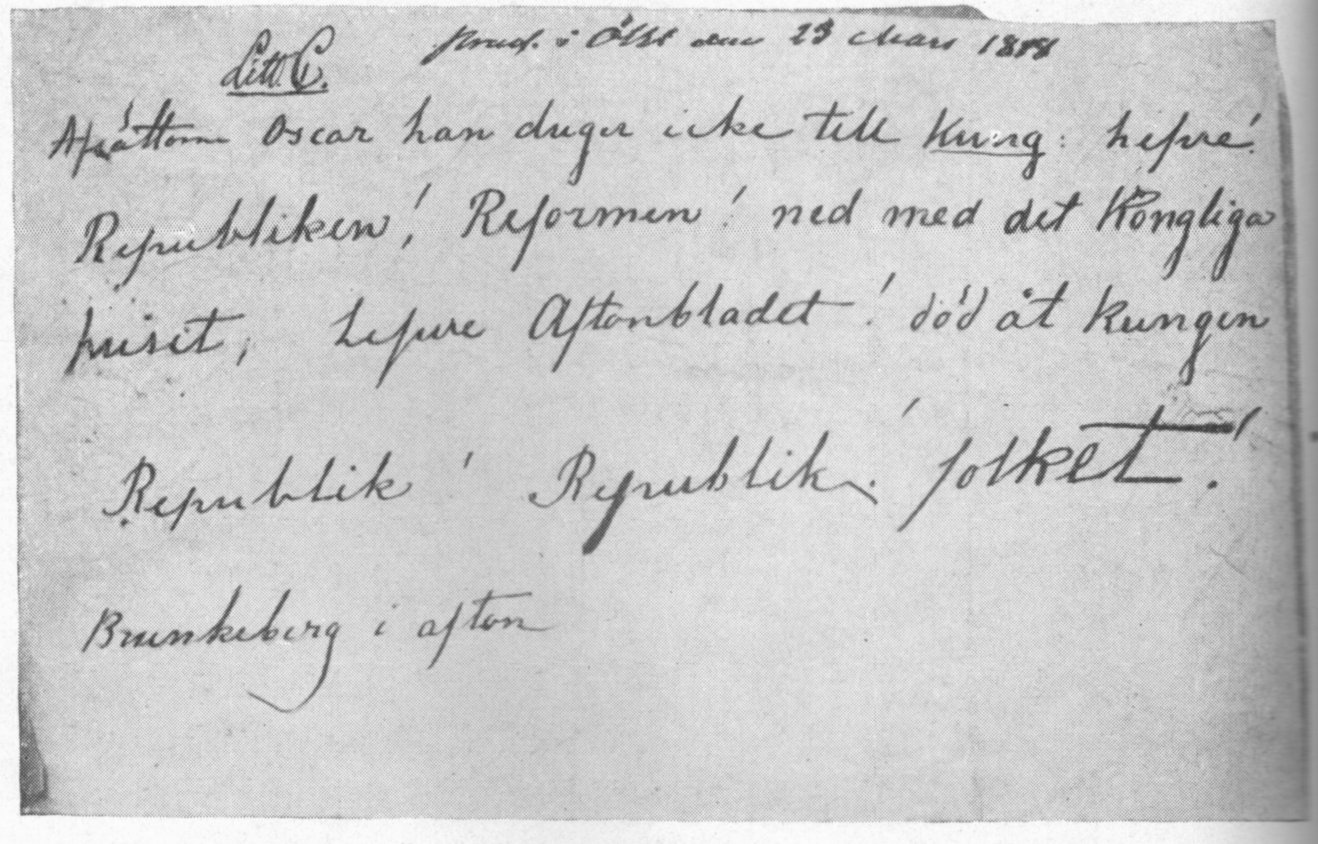
Upprop som spreds vid marsoroligheterna i Stockholm 1848. "Afsättom Oscar han duger icke till kung hellre Republiken! Reformen! ned med det Kongliga huset, lefve Aftonbladet! död åt kungen / Republik Republik folket. Brunkeberg i afton".

Oscar I (1844–1859) hyllade i olikhet mot fadern liberala idéer, men förmådde dock inte lösa representationsfrågan. Åtskilliga liberala reformer – indragningsmaktens upphävande, treåriga riksdagsperioder, kvinnors lika arvsrätt och myndighet, en på initiativ av Oscar I redan under hans kronprinstid igångsatt human reform av fångvårdsväsendet, fattigvårdens ordnande, det också från konservativt håll påyrkade avskaffandet av husbehovsbränningen samt lättandet av det merkantilistiska näringstvånget, det vill säga avskaffandet av skråväsendet - genomfördes emellertid under hans regering. Men nu tog den revolution i Sveriges kommunikationsväsen sin början, som järnvägsbyggandet innebar, och detta drog intresset från de mera politiska inrikesfrågorna.
Karl XIV Johan hade efter sin tronbestigning undvikit inblandning i främmande länders förvecklingar och till misshag för de liberala sökt stöd för sin fredspolitik genom en anslutning till det reaktionära Ryssland. Oscar I närmade sig i stället västmakterna, vilket var nära att medföra Sveriges deltagande i Krimkriget och resulterade i novembertraktaten. Till skillnad från Karl XIV Johan sympatiserade Oscar I och hans efterträdare Karl XV (1859–1872) med skandinavismen, men deras av detta starkt påverkade utrikespolitik kom dock inte att medföra Sveriges deltagande i vare sig 1848 eller 1864 års danska krig, det schleswig-holsteinska kriget respektive det dansk-tyska kriget 1864.

## Representationsreformens genomförande
Karl XV förmåddes av justitiestatsministern Louis De Geer att återuppta den för en tid undanskjutna representationsreformen. Dess lösning förbereddes genom 1862 års kommunallagstiftning och 1863 års förordning om allmänt kyrkomöte, och den kom till stånd genom antagandet vid 1865 års riksdag av Louis De Geers förslag till en på tvåkammarsystem och riksdag varje år grundad riksdagsordning. De fyra stånden ersattes då med tvåkammarriksdagen och den äldre riksdagsordningen upphävdes därmed.